# Villetelle
Villetelle település Franciaországban, Hérault megyében. Lakosainak száma 1698 fő (2022. január 1.). Villetelle Aubais, Gallargues-le-Montueux, Lunel, Saint-Sériès és Saturargues községekkel határos.

## Népesség
A település népessége az elmúlt években az alábbi módon változott:
| Lakosok száma | 154  | 248  | 507  | 1287 | 1453 | 1453 | 1433 | 1467 | 1558 | 1698 |
|               | 1968 | 1982 | 1990 | 2006 | 2013 | 2015 | 2017 | 2019 | 2020 | 2022 |